# Ludwig Schlüter
Ludwig Schlüter (* 16. Februar 1880 in Latendorf im Kreis Segeberg; † 30. April 1951 in Bremen) war ein deutscher Tischler sowie Bremer Bürgerschaftsabgeordneter und Senator (SPD).

## Biografie

### Familie, Ausbildung und Beruf
Schlüter war der Sohn eines Kleinbauern. Er besuchte die Volksschule und erlernte den Beruf eines Tischlers. Von 1907 bis 1918 arbeitete er als Lagerhalter im Konsumverein Vorwärts in Bremen. Von 1918 bis 1933 war er Leiter der sozialistisch orientierten Gewerkschaft, dem Handlungsgehilfenverbands bzw. Zentralverbands der Angestellten mit Sitz in Bremen. 

### Politik
Schlüter wurde Mitglied der SPD und war in der Gewerkschaft.
Er war von 1917 bis 1918 Mitglied der Bremischen Bürgerschaft. Nach dem Ersten Weltkrieg war er 1919/1920 Mitglied in der verfassunggebenden Bremer Nationalversammlung sowie von 1920 bis 1930 wieder Bürgerschaftsabgeordneter. Vom April 1919 bis zum Juli 1920 war er Bremer Senator im Senat unter Karl Deichmann (SPD).